# I picari
I picari o Los alegres pícaros és una pel·lícula italià-espanyola de 1987 dirigida per Mario Monicelli.
Inspirada lliurement en almenys quatre obres de la literatura espanyola del segle XVI i segle xvii, les novel·les picaresques Lazarillo de Tormes (1554), d'autor desconegut, Guzmán de Alfarache (1599), de Mateo Alemán, Rinconete y Cortadillo (1613), de Miguel de Cervantes i Vida del Buscón (1626), de Francisco de Quevedo, narra les desventures tragicòmiques dels protagonistes Lazarillo de Tormes i Guzmán de Alfarache, interpretats respectivament per Enrico Montesano i Giancarlo Giannini, a l'Espanya del segle XVI (al final de la pel·lícula s'esmenta l'any 1598) com a pícars: aventurers errants i salvatges («com els gitanos, poc estables, els ocells als arbres o els ratolins als mobles») d'un món on sobreviuen els més intel·ligents i astuts.

## Argument
I picari va ser l'última de les pel·lícules de Monicelli, com ara L'armata Brancaleone, ambientada a l'època renaixentista i medieval. Com en les seves pel·lícules anteriors, una inclinació de la societat i l'entorn dels personatges fa que la pel·lícula sigui una paròdia de l'estil de vida goliardic dels segles XII o XIII.
A l'Espanya del segle xvii, els vagabunds Lazarillo i Guzmán es troben com a esclaus en un vaixell. Tots dos van tenir una infància problemàtica i difícil a causa dels seus pares. El primer va ser adoptat per una prostituta i un cec errant (Nino Manfredi) que es guanyava la vida fent trampes i robatoris. El segon va ser colpejat i flagel·lat. Escapant del vaixell en què estaven captius, Lazarillo i Guzman s'aturen en un lloc estrany on enganyen un ferrer. Més tard, disfressats de cavallers, són acollits per un noble empobrit (Vittorio Gassman). Els dos vagabunds, que esperaven fer fortuna entrant al servei d'un noble, estan commocionats pel seu pobre habitatge i les seves pèssimes condicions de vida. Lazarillo i Guzman formen part d'una companyia de teatre, recapten diners, compren una prostituta i es troben amb una banda de delinqüents. Un d'ells mata la guàrdia d'un rei i és condemnat a mort. El seu amic el salva substituint-lo per un altre presoner.

## Repartiment
- Giancarlo Giannini: Guzman de Alfarache
- Enrico Montesano: Lazarillo de Tormes
- Vittorio Gassman: Marquès Felipe d'Aragona
- Nino Manfredi: el vagabund cec
- Giuliana De Sio: Rosari
- Bernard Blier: el proxeneta
- Paolo Hendel: el tutor
- Vittorio Caprioli: Impressionant
- Enzo Robutti: el capità del vaixell
- Blanca Marsillach: Pontia
- Maria Casanova: Dona embarassada
- Claudio Bisio: el líder dels remers amotinats
- Sal Borgese: el contramaestro
- Sabrina Ferilli la jove prostituta